# Polygala wittei
Polygala wittei är en jungfrulinsväxtart som beskrevs av Arthur Wallis Exell. Polygala wittei ingår i släktet jungfrulinssläktet, och familjen jungfrulinsväxter. Inga underarter finns listade i Catalogue of Life.